# Рамеев, Башир Искандарович
Баши́р Исканда́рович Раме́ев  (тат. Bəşir İskəndər uğlı Rəmiev, Бәшир Искәндәр улы Рәмиев; 1 мая 1918, Баймак, Оренбургская губерния — 16 мая 1994, Москва) — советский учёный-изобретатель, разработчик первых советских ЭВМ (Стрела, Урал-1). Доктор технических наук (1962). Лауреат Сталинской премии (1954). Участник Великой Отечественной войны (войска связи).

## Происхождение
Родился 1 мая 1918 года в семье горного инженера в селе Баймак Орского уезда Оренбургской губернии (ныне город, районный центр Республики Башкортостан).
Дед — Закир Садыкович Рамеев (1859—1921) был богатым золотопромышленником, членом Государственной Думы, помимо этого — поэтом (известным под псевдонимом Дэрдме́нд), классиком татарской литературы.
Отец Искандар Закирович Рамеев учился до начала Первой мировой войны в Горной академии во Фрайберге, работал на отцовских приисках, с 1926 года — в тресте «Башкирзолото». В апреле 1938 г. был арестован, осуждён на пять лет и умер в 1943 г.
Двоюродный брат его деда, Мухамметгариф Рамеев, являлся известным стерлитамакским имамом

## Карьера
В 1935 году Б. И. Рамеев стал членом Всесоюзного общества изобретателей; в 1937 году поступил в Московский энергетический институт. В 1938 году после ареста отца Б. И. Рамеев был отчислен из института (и надолго остался без формального диплома о высшем образовании) и долго не мог найти работу. Наконец, в 1940 году он устроился техником в Центральный научно-исследовательский институт связи. С началом Великой Отечественной войны Б. И. Рамеев пошёл добровольцем в батальон связи Наркомата связи СССР. В составе специальной группы обеспечения войск 1-го Украинского фронта УКВ-связью Б. И. Рамеев участвовал в форсировании Днепра и освобождении Киева (1943).
В 1944 году он был освобождён от службы в армии в соответствии с приказом о специалистах, направляемых для восстановления народного хозяйства. Поступил на работу в ЦНИИ № 108, руководил которым академик А. И. Берг. В начале 1947 года Рамеев узнал о том, что в США создана ЭВМ «ЭНИАК», и почувствовал желание заняться этой новой тогда областью науки и техники. По рекомендации А. И. Берга он обратился к члену-корреспонденту АН СССР И. С. Бруку и в мае 1948 года был принят инженером-конструктором в Лабораторию электросистем Энергетического института АН СССР.
Уже в августе 1948 Исаак Брук и Башир Рамеев представили первый в СССР проект «Автоматическая цифровая электронная машина».
Среди множества разработок Рамеева — ЭВМ «Стрела», серия ЭВМ «Урал».
Формальное отсутствие высшего образования не помешало Б. И. Рамееву стать главным инженером и заместителем директора по научной работе Пензенского НИИ математических машин (ныне — НПП Рубин), где он работал с 1955 по 1968 год, и получить впоследствии степень доктора технических наук без защиты диссертации.
Умер 16 мая 1994 года в Москве. Похоронен на Кунцевском кладбище.

## Награды
- Орден Трудового Красного Знамени
- Сталинская премия (1954)
- Золотая медаль ВДНХ СССР.

## Память

Мемориальная доска Б. Рамееву на здании НПП «Рубин» в Пензе

Мемориальная доска Б. Рамееву на жилом доме по ул. Московской, 104 в Пензе

- В Пензе, на здании Научно-производственного предприятия «Рубин» (ул. Байдукова, 2) установлена мемориальная доска, посвящённая Баширу Рамееву, работавшему на этом предприятии в 1955—1968 годах.
- В Пензе, мемориальная доска, посвящённая Баширу Рамееву, также установлена на здании по улице Московской, 104, в котором он жил в 1955—1968 годах.
- 26 ноября 2010 года решением Пензенской городской Думы № 472-23/5 имя Башира Рамеева было присвоено одной из улиц, а также проезду в г. Пензе в микрорайоне «Заря—1 мкр. 1» Октябрьского района города. В городе появились «Улица Рамеева», а также «Проезд Рамеева»[5].
- В Пензе, в сентябре 2013 года был открыт Технопарк высоких технологий «Рамеев», названный в честь первого в России создателя ЭВМ[6][7].
- В Политехническом музее в Москве создаётся фонд Б. И. Рамеева.
- В Казани IT-парку, возведённому на месте бывшей обувной фабрики «Спартак» и открытому 30 августа 2022 года, присвоили имя Башира Рамеева[8][9].